# 觀音山東華皮影劇團
觀音山東華皮影劇團，又稱東華皮影劇團，成立於清朝嘉慶年間，從首代團長張狀成立「德興班」後，現已傳承至第六代的張榑國，是臺灣現今歷史最悠久的皮影劇團，團址在高雄大社區。

## 歷史
觀音山東華皮影劇團成立於清朝嘉慶年間，第一代團長張狀（1820年—1873年）以自家餅舖的店名作為命名，成立「德興班」，之後傳承至第二代張旺（1846年—1925年），由於當時的皮影戲多為酬神演出，因此無法只單純靠演皮影戲維生，所以張狀和張旺都是外出務農、經商時，帶著皮影戲四處演出。
第三代團長是張川（1871年—1943年），日治時期傳承至第四代團長張叫（1892年—1962年），並將團名改為「臺灣影繪藝術團」，從眾劇團中脫穎而出獲選為第一奉公團，也因此延續了劇團的命脈，甚至打響名聲。
1947年，第五代團長張德成（1920年—1995年）接棒後，以「中華民國是東方大國，臺灣又位在最東方」的想法，將團名更改為「東華皮影戲團」。張德成勇於創新，逐步改良舞臺、影框、皮偶、劇本等，在當時皮影戲的全盛時期，一個月平均可以演20幾場，他在皮影戲的藝術成就，使得他於1984年獲得文建會第一屆「民族藝術薪傳獎」，1988年獲教育部辦頒贈「重要民族藝術藝師」，並受教育部委託編寫《台灣傳統影偶圖鑑》以及古劇本。1987年傳承至第六代的現任團長張榑國。

## 表演特色
觀音山東華皮影劇團屬於潮州流派，因早年臺灣的皮影戲從中國沿海的潮州地區，隨著移民流傳至南臺灣的高雄、臺南、屏東一帶，尤其盛行於高雄彌陀地區（現今的彌陀、茄萣、永安與梓官），該地區又有「皮戲窟」之稱。
觀音山東華皮影劇是皮影戲的改良先驅，舞臺方面在第三代張川擔任團長的時期，將演出光源從原本的煤燈改為電土燈，不僅光源較為穩定，也增加了亮度，讓站在遠處的觀眾也可以清出看見皮影戲的演出。第四代張叫再將光源從電土燈改為電燈，並將皮偶增加顏色。1945年第二次世界大戰結束後，第五代團長張德成為了因應劇院商演的內臺戲舞臺需求，重新設計舞臺尺寸，並將「影框」加大，長高都從五尺增加到七尺。
皮偶的改良方面，高度也從傳統的八吋或一尺改為二尺，大約50多公分的高度；傳統皮偶側面單目的「五分相」，改為更趨進於半側面雙目的「八分相」，使得皮偶變得更為立體；皮偶顏色則從原本僅有黑、紅、綠三色，新增澄、藍、紫等顏色，到第六代的張榑國，甚至能繪畫出漸層的顏色。張榑國的製偶技術在2020年獲高雄市政府登錄為「皮影戲偶製作技術保存者」。
2008年高雄市政府文化局將皮影戲登錄「無形文化資產」，並將東華皮影劇團、永興樂皮影劇團、高雄皮影劇團及復興閣皮影劇團等臺灣僅存的皮影劇團，登錄為「皮影戲保存團體」。